# Sullivan megye (New York)
Sullivan megye az Amerikai Egyesült Államokban, azon belül New York államban található. Megyeszékhelye Monticello, legnagyobb városa Thompson. Lakosainak száma 78 624 fő (2020. április 1.).

## Szomszédos megyék
- Wayne megye
- Pike megye
- Orange megye
- Ulster megye
- Delaware megye

## Népesség
A megye népességének változása:
| Lakosok száma | 77 442 | 77 100 | 76 818 | 76 665 | 74 877 | 78 624 |
|               | 2010   | 2011   | 2012   | 2013   | 2015   | 2020   |